# Moto2
Moto2 — клас змагань на мотоциклах чемпіонату світу із шосейно-кільцевих мотоперегонів MotoGP. Був введений у 2010 році на заміну класу 250cc. Метою введення Moto2 було зниження витрат команд-учасників чемпіонату.

## Історія

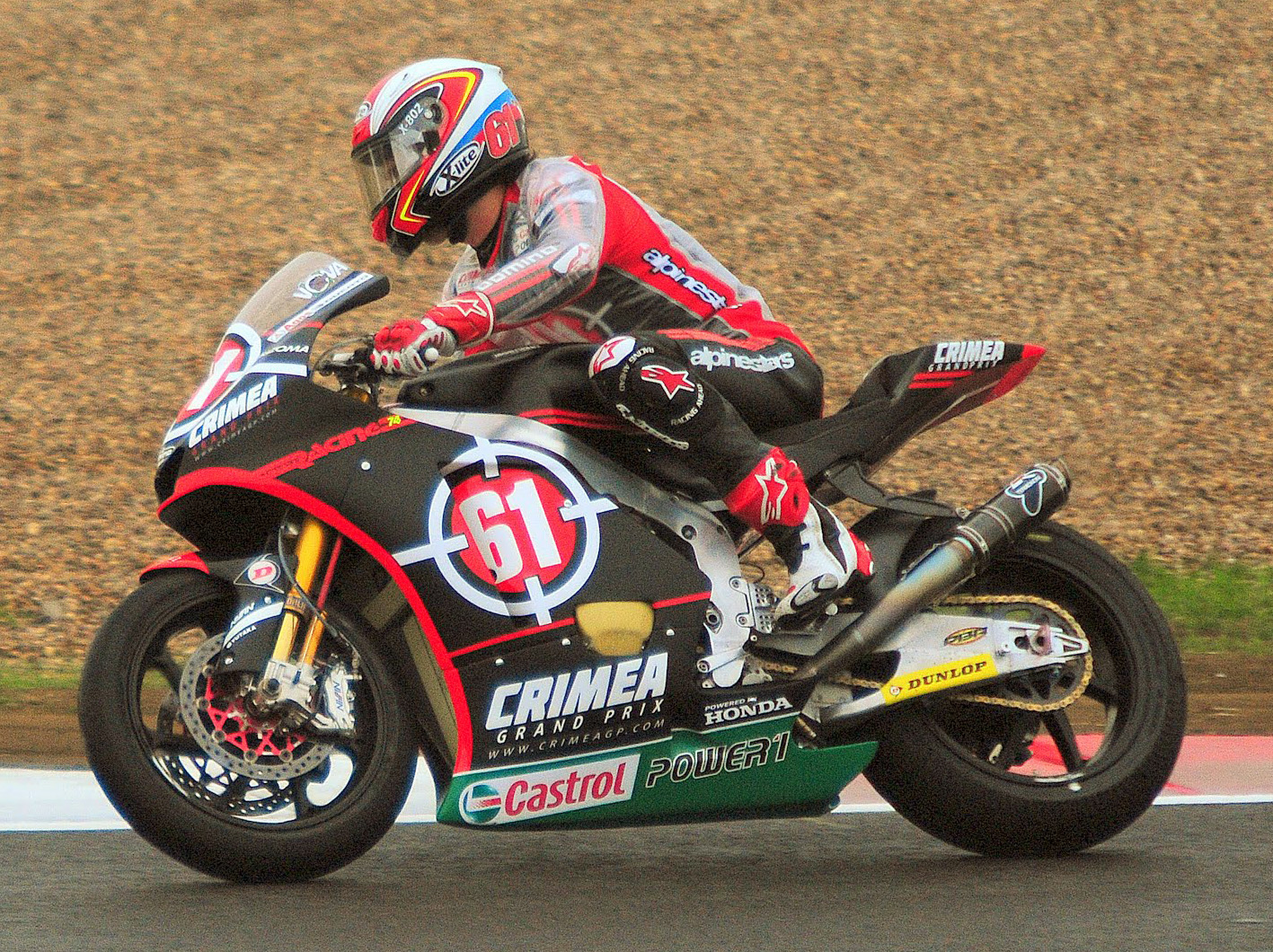
Володимир Іванов — єдиний український гонщик, що брав участь у змаганнях серії Moto2 (Сільверстоун, 2010 рік)

На початку 2000-х років у класі 250cc чемпіонату світу MotoGP домінували італійські виробники Aprilia та Gilera, що належали Piaggio Group. Вони настільки монополізували ринок, що приватним командам лізинг мотоцикла Aprilia RSA250 на сезон коштував приблизно 1,3 млн €. До того ж заводи практично не займались технічним розвитком мотоцикла. Це сталося через те, що для японських заводів Honda, Yamaha та Suzuki розвиток двотактних двигунів відійшов на задній план. Єдиним виробником, який намагався кинути виклик італійцям, залишався австрійський KTM.
До того ж на організаторів змагань, компанію Dorna Sports тиснули екологи, які вимагали заміну двотактних двигунів більш досконалими чотиритактними. В чемпіонаті вже був аналогічний випадок, коли у 2002 році замість класу 500cc був введений MotoGP.
Для вирішення цих двох проблем і був створений новий клас — Moto2.
З введенням Moto2 були змінені основні вимоги до мотоциклів: замість 2-тактних двигунів із дозволеним максимальним об'ємом до 250 см³ до участі у змаганнях допускаються 4-тактні з максимальним об'ємом до 600 см³. Особливістю Moto2 стало те, що командам-учасницям був вибраний єдиний постачальник двигунів та електроніки — «Honda Racing Corporation», яка запропонувала як базовий агрегат використовувати двигун від Honda CBR600RR. Вартість комплекту двигунів на один сезон становила 60 тис. €, що дозволило командам-учасницям скоротити бюджет витрат до 150-300 тис. € на сезон.
Постачальником олив та моторного палива стала італійська компанія «Eni», з сезону 2015 її змінила німецька «Liqui Moly».
Технічним партнером з моменту запуску серії стала швейцарська «Geo Technology S.A.», відома завдяки своїй участі у проектах Honda та Ferrari у Формулі-1. До завдань «GeoTech» входило приведення потужності всіх двигунів до певного стандарту. Стендові випробування у квітні 2010 року продемонстрували, що двигун мотоцикла класу Moto2 розвивав пікову потужність 125 к.с., що на 15 к.с. менше, ніж у серії Суперспорт. Проте такий підхід дозволив продовжити гоночний ресурс двигуна до 6 000 км.
У 2012 році «Honda Racing Corporation» представила новий двигун, який розвивав на 15 к.с. більше, причому його ресурс залишився на попередньому рівні. Середня швидкість виросла на 5 км/год, а максимальна швидкість становила 292,7 км/год (Марк Маркес, Гран-Прі Італії).
З запуску серії мінімально дозволена маса мотоцикла становила 140 кг, проте після завершення сезону 2012 року Dorna Sports дещо вдосконалила дане правило: сумарна маса мотоцикла, гонщика та повного комплекту екіпіровки повинна становити мінімум 215 кг, що урівняло шанси гонщиків різної комплекції.
Офіційний постачальник шин — Dunlop. На один вікенд дозволено використання 17 покришок: 8 передніх та 9 задніх. Вартість покришок на сезон для одного гонщика становить 56 тис. €.
Незважаючи на досить жорсткі вимоги до двигунів, у Moto2 відсутні будь-які обмеження на шасі. Це означає, що будь-яка частина мотоцикла, як то рама, маятник, паливний бак, сидіння або обвіс можуть мати свої параметри та дизайн, на розсуд виробника.
Тим не менш, електронні системи є більш обмеженими, ніж ті, які були дозволені у класі 250cc. Правила Moto2 дозволяють встановлювати реєстратори даних, ECU і терміни транспондерів, що надаються Організатором, з максимальною загальною вартістю компонентів на рівні 650 €.
У дебютному для Moto2 сезоні 2010 у змаганнях взяло участь багато талановитих та досвідчених гонщиків, у тому числі чотири чемпіони світу в класі 125cc: Томас Люті (чемпіон 2005 року), Габор Талмаші (2007), Майк ді Меліо (2008) і Хуліан Сімон (2009). Також у тому сезоні брали участь сім гонщиків із досвідом роботи в «королівському» класі MotoGP: Тоні Еліас, Алекс де Анджеліс, Ніколо Канепа, Юкі Такахасі, Габор Талмаші, Ентоні Вест і Роберто Ролфо. У заліку виробників боротьбу вели 16 заводів, 14 з яких здобули у сезоні очки. Серед них були і такі екзотичні марки, як ADV та AJR.
Гран-Прі Катару-2010 стало дебютною гонкою класу Moto2 та 717-ю в середньому класі (з врахуванням результатів класу 250cc). Перемогу здобув 19-річний японський гонщик Шоя Томізава на мотоциклі виробництва Suter.
У першому сезоні на подіум підіймалось 17 різних гонщиків, у наступному — 16, що свідчило про непередбачуваність гонок у класі.
Чемпіоном сезону 2014 став іспанець Естів Рабат, який зробив це достроково, за одну гонку до кінця чемпіонату, на Гран-Прі Малайзії. На наступний сезон він, на відміну від своїх попередників, не перейшов до „королівського“ класу, а залишився у Moto2.
Гран-Прі Японії 2015 стало 100-ю гонкою в історії класу. Єдиним гонщиком, що взяв участь у всіх 99 гонках класу до цього став швейцарець Домінік Аегертер, який, на нещастя, травмувався якраз напередодні цього етапу і пропустив його. Натомість француз Йоан Зарко, здобувши на ньому перемогу, достроково виграв чемпіонат 2015.

## Критика
Клас Moto2 часто піддається критиці за використання єдиних двигунів від Honda. Зокрема, Джеремі Бьорджес, легендарний керівник команди Валентіно Россі, виступив за збільшення потужності двигунів мотоциклів класу, адже різниця між ними та мотоциклами класу MotoGP є надто великою. Свою позицію він аргументував переходом Джека Міллера, віцечемпіона класу Moto3 сезону 2014, відразу в «королівський» клас, минаючи Moto2.
Ескіль Сутер, керівник виробника мотоциклів «Suter Racing Technology», запропонував існуючий двигун замінити 3-циліндровим з об'ємом 750 см³, потужністю 170 к.с. Власник команди «Páginas-Amarilias» Сіто Понс виступив за збереження максимального об'єму у 600 см³, дозволивши при цьому використання двигунів від різних виробників та довільною кількістю циліндрів.
Директор KTM Racing Піт Бейрер виступає за введення двоциліндрових двигунів з максимальним об'ємом в 500 см³. Такий підхід дозволятиме ширше користуватись технологіями класу MotoGP, двигуний яких маєть 4-циліндрові двигуни з об'ємом 1000 см³ (по 250 см³ на 1 циліндр). 

## Чемпіони
| Сезон | Залік гонщиків | Залік гонщиків | Залік гонщиків              | Новачок року     | Новачок року | Новачок року                | Залік виробників |
| Сезон | Гонщик         | Мотоцикл       | Команда                     | Гонщик           | Мотоцикл     | Команда                     | Залік виробників |
| ----- | -------------- | -------------- | --------------------------- | ---------------- | ------------ | --------------------------- | ---------------- |
| 2010  | Тоні Еліас     | Moriwaki MD600 | Gresini Racing Moto2        | —                | —            | —                           | Suter            |
| 2011  | Штефан Брадль  | Kalex Moto2    | Viessmann Kiefer Racing     | Марк Маркес      | Suter MMX1   | Team Catalunya Caixa Repsol | Suter            |
| 2012  | Марк Маркес    | Suter MMX2     | Team Catalunya Caixa Repsol | Йоан Зарко       | TSR TSR6     | JIR Moto2                   | Suter            |
| 2013  | Пол Еспаргаро  | Kalex Moto2    | Tuenti HP 40                | Хорді Торрес     | Suter MMX2   | Aspar Team Moto2            | Kalex            |
| 2014  | Естів Рабат    | Kalex Moto2    | Marc VDS Racing Team        | Маверік Віньялес | Kalex Moto2  | Paginas Amarillas HP 40     | Kalex            |
| 2015  | Йоан Зарко     | Kalex Moto2    | Ajo Motorsport              | Алекс Рінс       | Kalex Moto2  | Paginas Amarillas HP 40     | Kalex            |

## Цікаві факти
- Двигун мотоцикла класу Moto2 від Honda CBR600RR має масу приблизно 60 кг і є важчим за двигун мотоциклу класу MotoGP, середня маса якого становить 55 кг, хоча є меншим за робочим об'ємом (600 см³ проти 1000 см³)[10]. Для порівняння: двигун мотоцикла класу Moto3 має масу приблизно 25 кг.
- Єдиним постачальником шин для мотоциклів класу є Dunlop Tyres. В середньому на один сезон компанія виготовляє приблизно 15 тис. покришок. Згідно з правилами, на одного гонщика на один етап надається 17 покришок: 8 передніх та 9 задніх, а їхня вартість становить 56 тис. євро на сезон[11].